# Acrotrichis rosskotheni
Acrotrichis rosskotheni é uma espécie de insetos coleópteros polífagos pertencente à família Ptiliidae.
A autoridade científica da espécie é Sundt, tendo sido descrita no ano de 1971.
Trata-se de uma espécie presente no território português.